# Miss you/O-正反合
《miss you / "O"-正.反.合.》是韩国男子团体東方神起在日本发行的第8张单曲。于2006年11月8日由AVEX Entertainment公司下属厂牌rhythm zone发行。

## 收录歌曲

### CD ONLY
1. 《miss you》
  - 作詞：H.U.B.、作曲：鈴木大輔、編曲：h-wonder
2. 《"O"-正.反.合.》
  - 作词：H.U.B. · 日本语词：YOO YOUNG JIN：、作曲：YOO YOUNG JIN、编曲：YOO YOUNG JIN
3. 《Sky》 -Tvp uta's mix-
4. 《miss you》 (Less Vocal)
5. 《"O"-正.反.合.》 (Less Vocal)

### CD+DVD
- CD

1. 《miss you》
2. 《"O"-正.反.合.》
3. 《miss you》 (Less Vocal)
4. 《"O"-正.反.合.》 (Less Vocal)

- DVD

1. 《miss you》 (Video Clip)
2. 《miss you》 (Off Shot Movie)